# Кособрюхов, Борис Александрович
Кособрюхов, Борис Александрович (21 июля 1884, Владикавказ — 10 апреля 1950, Богатое (Красноярский край)) — российский и советский электрохимик, инженер-технолог, изобретатель и конструктор, создатель советского щелочного аккумулятора, коллекционер живописи.

## Ранние годы
Родился в дворянской казацкой семье. Его отец, А.М. Кособрюхов, войсковой старшина и начальник 1-го отделения Терского областного правления, переехал из станицы Дубовской во Владикавказ в 1876 году. Дом Кособрюховых располагался по ул. Моздокской 29/2. Борис обучался с 1893 по 1902 годы в местном реальном училище. В 1903 году он поступил в Петербургский электротехнический институт, но сразу перевёлся на химическое отделение Технологического института. 6 марта 1904 года принимал участие в студенческой сходке, за что получил выговор, а 31 мая 1904 года был отчислен из-за задолженностей по химии и начертательной геометрии. Борис вернулся в институт, продолжил учёбу и в итоге получил специальность инженера-технолога. С 1912 года числился лаборантом завода "Рекс", где и проживал по адресу Московское шоссе д. 6 (впоследствии территория Электросилы).

## Научная карьера
20 октября 1915 года в «Министерстве торговли и промышленности» начато делопроизводство о патентовании Борисом Кособрюховым способа изготовления аккумуляторных пластин, масса которых отличается свойствами увеличивать объем при повышенной температуре и изготовляется из смеси свинцовых окислов с серно-винными кислотами и сложными эфирами серной кислоты с одноатомными спиртами без добавок или с добавкой веществ для цементации: глицерина, льняного масла, продуктов перегонки каменно-угольного дёгтя с последующей сушкой этих пластин при температурах 150-200 C° с подавлением. 13 февраля 1916 года Н.Н. Георгиевский из "Комитета по техническим делам" постановил выдать привилегию. Подписи поставили Н.И. Тавилдаров, В. Эванс и В. Шуман.
На 1916 год Кособрюхов числился заведующим завода и техническим помощником директора "Акционерного общества электрических аккумуляторов Рекс", имея оклад 300 рублей (был вторым лицом в организации после Я.М. Гаккеля). 29 апреля 1917 года Временным Правительством выдана привилегия № 29302. В том же году Борис избран рабочими в качестве управляющего заводом и стал членом профсоюза металлистов, с 1923 года – на заводе "Тюдор". С 1925 года — сотрудник Ленинградской "Центральной аккумуляторной лаборатории" (ЦАЛ). На 1928 год возглавлял там исследовательские работы по организации производства аккумуляторов, в результате чего в Саратове был построен первый в СССР завод по изготовлению щелочных аккумуляторов. 22 мая 1931 года вместе с Тарноградским запатентовал способ изготовления отрицательного электрода щелочного аккумулятора, зарегистрировав также два совместных патента с Н.П. Жильцовым. В итоге Цехком и "ЦАЛ" ходатайствовали о награждении Кособрюхова Орденом Ленина.
В 1935 году Кособрюхов занимался разработкой и изучением теоретических вопросов работы свинцовых аккумуляторов, выполняя термодинамические расчёты, что внесло вклад в подтверждение теории двойной сульфатации. Кособрюховым впервые в Советском Союзе был сконструирован кадмиево-никелевый аккумулятор. В 1936 году он запатентовал "Способ изготовления активного материала для железного электрода щелочного аккумулятора", в 1937 – "Ребристый сепаратор аккумуляторной батареи" и "«Способ формирования аккумуляторных пластин". В том же году редактировал перевод работы Дж.В. Вайнела "Аккумуляторные батареи". До начала 1940-х годов продолжал заведовать научной частью "ЦАЛ", где производились свинцовые аккумуляторы для энергетики, связи, подводных лодок и торпед, а также никель-кадмиевые и никель-железные аккумуляторы для автомобильной, авиационной и тракторной промышленности.

## Последние годы
В разгар репрессий 23 мая 1937 года в Саратове арестован начальник лаборатории завода аккумуляторов И.А. Тарноградский (замужем за которым была племянница Б. А. Кособрюхова, Татьяна Митник). В ночь на 15 июня 1938 года арестован и сам Борис. Он то выходил из-под стражи и возвращался к работе, то опять оказывался под стражей. В начале войны вновь задержан. Он умер 10 апреля 1950 года в сибирской деревне Богатое. Б. А. Кособрюхов значится в списке "Лиц, незаконно репрессированных внесудебными органами и впоследствии реабилитированных" (архив Ленинградского окружного военного суда).

## Коллекционирование живописи
Семья Бориса Кособрюхова была творческой. У них с супругой, преподавателем музыки, Марией Константиновной Борисевич, была большая коллекция картин. В каталоге "Выставки произведений И. Е. Репина" 1937 года представлена картина из личного собрания Б. А. Кособрюхова "Портрет В.Е. Репина" (брата художника), которая в 1951 году поступила в "Русский музей". Место нахождения другого полотна из его собрания, "Река. Летний день. Этюд" (И. Левитан), не известно. В списке картин художника оно не значится.

## Происхождение и семья
Родители: Александр Макарович Кособрюхов (22.11.1845 Дубовская – 17.07.1917 Новороссийск) и Софья Андреевна, урождённая Марьина (30.04.1852 Беченаг, сейчас в НАР – ?).
Братья и сёстры: Людмила (по мужу Митник), Клавдий, Валентина (по мужу Акулова), Леонида и Валериан. Двоюродный брат врач П.Е. Митник.
Супруга: Мария Константиновна, урождённая Борисевич (26.03.1886 слобода Воздвиженская Терской области – 1954 Ленинград). Училась в Петербургской консерватории, педагог.
Дочь: Галина / Галя Борисовна (15.12.1906 Владикавказ – 05.06.1988 Сергиевский) Училась сначала в Педагогическом институте, а затем в ЛГУ на биологическом отделении физико-математического факультета. Много болела. В 1930 году окончила университет по специальности физиология животных. Состояла в браке (с 1941 по 1951 годы) с Алексеем Сергеевичем Ширмой (09.04.1909 Новороссийск – 02.11.1979).
Сын: Александр Борисович Кособрюхов (04.08.1913 Владикавказ – 1930 Ленинград). Умер от скарлатины.
Генетическое происхождение: По мужской линии Y-гаплогруппа R-M198 (субклад R-Y2902), по женской линии митохондриальная гаплогруппа I (субклад I1a1a1).

## Патенты и привилегии
Кособрюхов Б. Описание способа изготовления аккумуляторных пластин. 29.10.1915 (заявлено), 29.04.1917 (опубликовано), № 29302;
Кособрюхов Б. А. Положительный электрод для щелочных аккумуляторов 11.05.1931 (заявлено), 30.09.1932 (опубликовано), SU 27 734 A1;
Кособрюхов Б. А., Тарноградский И. А. Описание способа изготовления отрицательного электрода щелочного аккумулятора 22.05.1931 (заявлено), 31.10.1933 (опубликовано), SU 33 043 A1;
Кособрюхов Б. А., Жильцов Н. П. Способ получения гидрата закиси никеля электролитическим путем. 08.06.1931 (заявлено), 30.11.1935 (опубликовано), SU 44 971 A1;
Кособрюхов Б. А., Жильцов Н. П. Способ получения гидрата окиси кадмия. 08.06.1931 (заявлено), 30.11.1935 (опубликовано), SU 44 972 A1;
Кособрюхов Б. А., Болкунов Г. В. Ускоренный гипосульфитный способ формировки пластин большой поверхности.
Кособрюхов Б. А. Способ изготовления активного материала для железного электрода щелочного аккумулятора, 1936;
Кособрюхов Б. А. Ребристый сепаратор аккумуляторной батареи, 05.15.1937 (заявлено), 01.01.1940 (опубликовано), SU 57 659 A1;
Кособрюхов Б. А. Способ формирования аккумуляторных пластин, 02.06.1937 (заявлено), 31.08.1940 (опубликовано) SU 57 659 A1.